# Filtration sur membrane
 (juin 2011).
Si vous disposez d'ouvrages ou d'articles de référence ou si vous connaissez des sites web de qualité traitant du thème abordé ici, merci de compléter l'article en donnant les références utiles à sa vérifiabilité et en les liant à la section « Notes et références ».
Une filtration sur membrane est un procédé de séparation physique se déroulant en phase liquide. Le but est de purifier, fractionner ou concentrer des espèces dissoutes ou en suspension dans un solvant au travers d’une membrane. 

## Introduction
La technique de séparation membranaire est connue depuis un certain temps mais son développement reste récent. Depuis les années 70 on retrouve ces techniques principalement dans l’industrie laitière, des boissons, des ovo-produits, des jus de fruits ou du traitement des eaux. 
Ces procédés consomment relativement peu d’énergie et sont sélectifs.
Lorsque l'on effectue une filtration sur membrane, on obtient:
- Le rétentat (molécules et/ou particules retenues par la membrane)
- Le perméat ou filtrat (molécules qui passent à travers la membrane)

Cette technique permet par exemple de séparer par filtration un liquide des micro-organismes qu'il contient pour pouvoir les dénombrer. Cette méthode s'applique à des liquides sans particules solides.
Les membranes sont en général caractérisées par :
- La taille des pores
- Le seuil de coupure (Masse molaire critique pour laquelle 90 % des solutés sont retenus par la membrane)
- Leur sélectivité
- Leur perméabilité

## Types de filtration
Il existe deux types de filtration : la frontale (la plus connue) et la tangentielle. La tangentielle permet un colmatage moins rapide, mais elle est généralement réservée à la filtration de très petites particules.
Trois types de structures existent pour les membranes : 
- Symétrique (un matériau)
- Asymétrique (un matériau)
- Composite (assemblages de matériaux)

## Procédés membranaires
Selon le gradient de pression et la taille des pores nous avons :
- La microfiltration : elle consiste à éliminer les particules ayant une dimension comprise entre 0,1 et 10 µm lors du passage tangentiel (et non perpendiculaire) du fluide à traiter à travers la membrane, et ce, grâce à une différence de pression de part et d'autre de la membrane.
  - Eléments retenus : les bactéries, les fragments de cellules, les matières colloïdales.
  - Domaines d'application : la purification de l'eau et le traitement des effluents.

- L'ultrafiltration utilise des membranes dont le diamètre des pores est compris entre 1 et 100 nm. Seules l’eau et les petites molécules de faible poids moléculaire transitent par la membrane, les molécules à haut poids moléculaire sont retenues. 
  - Eléments retenus : les polymères, les protéines, les colloïdes.
  - Domaines d'application : industrie agro-alimentaire, purification et concentration de macromolécules (103 - 106 Da)  comme les protéines, bio-industries, mécanique (automobile, traitement de surface...), pétrochimie...

- La nanofiltration offre la capacité, très intéressante de séparer des composés de faible poids moléculaire à des pressions qui sont faibles, voire moyennes. Elle arrête les sels ionisés multivalents (calcium, magnésium, ...) et les composés organiques de masse molaire inférieurs à 300 daltons et produit ainsi une eau qui n'est pas totalement déminéralisée contrairement à l'osmose inverse.
  - Domaines d'application : Déminéralisation sélective, régénération de bains usés de dépôts de cuivres,...

- L'osmose inverse
  - Domaines d'application : le dessalement de l'eau de mer, la récupération de matières précieuses…

- La pervaporation est un procédé de séparation des constituants d'un mélange liquide, par vaporisation partielle au travers d'une membrane dense présentant une affinité préférentielle pour l'un des constituants.
  - Domaines d'application : Déshydratation de l'éthanol (et d’autres solvants et mélanges organiques), extraction de composés organiques, ...

- Les techniques électromembranaires (électrodialyse simple, électrodialyse à membranes bipolaires, électrolyse, électrodésionisation) transfèrent de manière sélective des ions à travers une membrane échangeuse d'ions

## Types de membrane

### Matériaux
Les matériaux utilisés sont de nature organique ou minérale :
- Organiques : Membranes peu chères mais faiblement résistantes (elles représentent aujourd’hui 90 % des membranes d’ultrafiltration et de microfiltration)
- Inorganiques (minérales): Très résistantes mais chères.

Les matériaux doivent avoir une résistance chimique, thermique et mécanique en accord avec le procédé et le fluide utilisé. La résistance mécanique dépend du matériau mais aussi de la structure de la membrane et de sa géométrie. 

#### Matériaux organiques
Ce sont des membranes polymères réticulés ou non (plus de 80 % du marché). 
Leurs principaux avantages sont :
- Une mise en œuvre aisée
- Une disponibilité dans toutes les tailles de pores
- Un faible coût de production

Cependant, leur faible résistance physique et chimique pose problème. 
Quelques exemples de matériaux organiques :
- Les matériaux cellulosiques
- Les matériaux sulfonés apparus vers 1970
- Les matériaux polyamides et polyimides
- Les matériaux acryliques employés seuls ou sous forme de copolymères ou d'alliages de polymères
- Les matériaux fluorés (plus résistants chimiquement)

#### Matériaux minéraux
Pour les membranes inorganiques (minérales), le support macroporeux qui assure la résistance mécanique est en général composé de carbone, alumine, métal, silico-aluminate ou carbure de silicium, et la couche active est faite à partir d'oxydes métalliques, de verre ou de carbone (membranes composites). 
Les membranes céramiques constituent la majorité des membranes minérales.

### Membrane poreuse ou dense
Les membranes poreuses s’apparentent aux filtres courants, les pores étant cependant plus petits. La séparation des molécules en solution se fait donc en fonction de leur taille et de distribution de taille des pores si la membrane est asymétrique. 
Les membranes denses sont constituées d’un film qui transportera le soluté par diffusion grâce à une différence de pression, de concentration ou de potentiel électrique. La diffusion des solutés dépendra donc de leur diffusivité et de leur solubilité à travers la membrane (on pourra donc séparer des solutés de même taille si ces paramètres diffèrent entre eux).

### Structure

#### Membranes symétriques
Elles sont constituées d’un seul matériau, la taille des pores étant homogène. 

#### Membranes asymétriques (ou anisotropes)
Elles sont constituées d’une couche très fine (la peau) posée sur une sous couche poreuse plus épaisse. La séparation sera assurée par la couche plus fine, plus sélective. Plus les membranes sont fines, plus le flux est élevé, ce qui est recherché en industrie pour des raisons économiques. Elles doivent aussi rester assez résistantes, ce qui conduit généralement à des membranes épaisses d’au moins 20µm.
La peau peut être dense ou poreuse selon l’application voulue. 

#### Membranes composites
De type organique et anisotrope, les deux couches sont constituées de matériaux différents. 

### Géométrie des membranes et des modules
La géométrie des membranes est souvent assimilée à la géométrie des modules. Les principaux types de modules membranaires sont présentés ci-dessous.

#### Membranes planes
La couche sélective étant déposée sur un support, la membrane n’a pas de résistance mécanique lorsque la pression est appliquée en sens inverse. Le rétrolavage n’est donc pas possible et la membrane finit par se détériorer.
Elles sont rigides et ne peuvent être enroulées, elles ne sont donc utilisables que dans des dispositifs de type filtre presse (membranes en feuille montées de part et d’autre de cadres rigides, empilés)

#### Membranes spiralées
Membranes composées d’un matériau organique. Elles sont très utilisées pour la nanofiltration. Les modules sont composés d’un tube sur lequel sont enroulés successivement une membrane, une grille fine, une autre membrane et une grille plus grossière. Les membranes doivent donc être suffisamment flexibles pour être enroulées. Le rétentat circule à travers la grille moins fine tandis que le filtrat va aller jusqu’à la grille plus fine où il passera dans le creux central du tube. 

#### Membranes tubulaires
Elles peuvent être de type monocanal ou multicanaux et sont souvent de nature minérale. Dans le cas de membranes tubulaires multicanaux, les tubes sont regroupés en parallèle dans un module. Le perméat est récupéré à l’extérieur des tubes, dans l’enveloppe du module. Ces systèmes sont moins sensibles au colmatage mais coûtent cher et peuvent être encombrants. 

#### Membranes en fibres creuses
Elles sont composées d’un ensemble de fibres creuses regroupées dans une enveloppe (formant le module). Elles sont uniquement de nature organique et ne possèdent pas de support textile (autosupportées). De même, elles ne sont souvent composées que d’un matériau, bien que des fibres creuses composites existent. La couche active (peau) et la sous couche poreuse sont intimement solidaires, ce qui permet de filtrer dans les deux sens. 
Ce système est peu coûteux mais permet de filtrer des fluides peu visqueux présentant de faibles risques de colmatage. 

## Réalisation d'une filtration sur membrane

### Matériel
- pompe à vide
- fiole à vide
- bouchon perforé
- membrane (de type micropore) stérile
- pince à bords plats
- support métallique pour membrane
- conteneur sur membrane
- pipette de 25 mL stérile

### Montage
- Relier la pompe à vide au robinet
- Assembler le bouchon et le support à filtre métallique
- Flamber le support
- Poser stérilement la membrane sur le support en la centrant bien, le quadrillage devant être visible, face à vous
- Flamber le conteneur et l'adapter sur le support de membrane

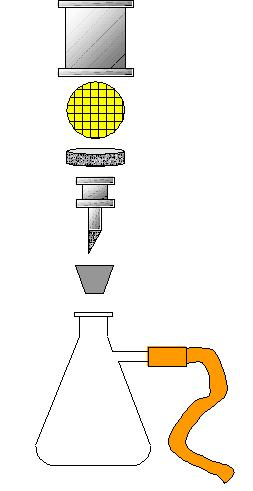
Schéma éclaté de la filtration.

## Devenir de la membrane
Suivant ce qui est recherché, vous devrez poser stérilement la membrane sur un milieu de culture gélosé comme VRBL pour la recherche des coliformes,  Baird Parker pour la recherche des staphylocoques. Il existe des boîtes de Petri adaptées au diamètre des membranes.